# Lauterkeitsrecht
Das Lauterkeitsrecht ist im deutschen Recht ein Teil des Wettbewerbsrechts. Der Begriff ist eine zusammenfassende Bezeichnung für die gesetzlichen Regelungen gegen verschiedene Arten unlauteren Verhaltens im wirtschaftlichen Wettbewerb und setzt sich erst in neuerer Zeit durch. Das Lauterkeitsrecht bildet zusammen mit dem Kartellrecht das Wettbewerbsrecht im weiteren Sinne.

## Inhalt
Geht es dem Kartellrecht um den Schutz des Wettbewerbs vor Selbstaufhebung durch die Wettbewerber, so steht im Lauterkeitsrecht der Schutz des Wettbewerbs vor Verfälschungen durch unlautere geschäftliche Handlungen im Vordergrund.
Nach der von allen Mitgliedstaaten der EU ratifizierten Pariser Verbandsübereinkunft (PVÜ) ist jede Wettbewerbshandlung verboten, „die den anständigen Gepflogenheiten in Gewerbe oder Handel zuwiderläuft.“
Unter das Lauterkeitsrecht fallen insbesondere das Gesetz gegen den unlauteren Wettbewerb (UWG), aber auch der gewerbliche Rechtsschutz, soweit er Immaterialgüter wie Erfindungen und eingetragene Marken im Patent- und Markenrecht vor unzulässiger (unlauterer) Ausbeutung durch Nichtberechtigte schützt. Es gibt jedoch wesentliche strukturelle Unterschiede. So werden im gewerblichen Rechtsschutz bestimmte Ausschließlichkeitsrechte, wie Patente oder Marken als (immaterielles) Eigentum geschützt, während es im UWG darum geht, bestimmte Verhaltensweisen einzelner Unternehmen im Absatz- oder Nachfragewettbewerb als unlauter und damit unzulässig zu verbieten. Der wettbewerbsrechtliche Leistungsschutz nach dem UWG ergänzt den gewerblichen Rechtsschutz.
Die am 11. Mai 2005 in Kraft getretene Richtlinie 2005/29/EG über unlautere Geschäftspraktiken im Binnenmarkt setzte in Deutschland neben dem UWG auch das Gesetz zur Bekämpfung unerlaubter Telefonwerbung und zur Verbesserung des Verbraucherschutzes bei besonderen Vertriebsformen vom 29. Juli 2009 um. Es dient dem Schutz der Verbraucher vor aggressiver unerwünschter Telefonwerbung. Dazu wurden das BGB durch Stärkung des Widerrufsrechts, das UWG und das Telekommunikationsrecht geändert. So dürfen Anrufende ihre Telefonnummer bzw. deren Anzeige im Gerät der Verbraucher nicht mehr unterdrücken.